# Болгарія на зимових Олімпійських іграх 1984
Болгарія брала участь у зимових Олімпійських іграх 1984 складом з 16 спортсменів у 4 видах спорту